# 자바드 타바타바이

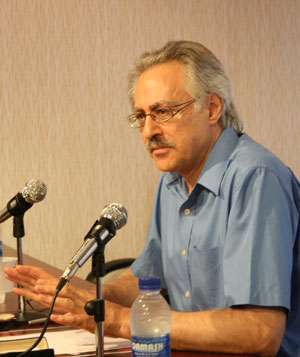
자바드 타바타바이

자바드 타바타바이(1945년 12월 14일 ~ 2023년 2월 28일, 페르시아어: جواد طباطبایی)는 이란의 작가이자 정치철학자이다.

## 주요 이력
1945년 타브리즈에서 태어났다. 그는 테헤란 대학 명예교수이면서 정치 법학부 부학장이다. 신학, 법학 및 철학 연구후 자바드 교수는 헤겔의 정치 철학에 관한 논문으로 파리 제1대학교 (팡테옹 소르본) 대학에서 정치 철학박사 학위를 취득했다. 그는 독일 베를린 Wissenschaftskolleg zu Berlin (베를린의 고급 연구를위한 연구소) 와 미 시라큐스대학 모이니한 글로벌 어페어즈 연구소(Moynihan Institute of Global Affairs)의 객원 연구원으로 활동해 오고 있다. 타바타바이 박사는 12권의 유럽과 이란 정치 사상의 역사서를 출간했다. 1995년 7월 14일 프랑스 정부로부터 Ordre des Palmes Académiques 작위를 수여받는 영예를 누렸다.